# Социология потребления
Социология потребления — это подраздел социологии, официально признанный Американской социологической Ассоциацией как раздел, посвященный потребителям и потреблению. В рамках этой области социологи рассматривают потребление в качестве центрального элемента повседневной жизни, идентичности и социального порядка в современных обществах таким образом, что оно намного превосходит рациональные экономические принципы спроса и предложения.

## Современное восприятие социологии потребления
В силу своей центральной роли в социальной жизни социологи признают фундаментальные и косвенные связи между потреблением и экономическими и политическими системами, а также социальную категоризацию, членство в группах, идентичность, стратификацию и социальный статус. Потребление, таким образом, пересекается с вопросами власти и неравенства, занимает центральное место в социальных процессах смыслообразования, находится в рамках социологических дебатов вокруг структуры и индивидуальности и феномена, который связывает микровзаимодействия повседневной жизни с более масштабными социальными моделями и тенденциями.
Социология потребления — это нечто гораздо большее, чем просто акт покупки, и включает в себя диапазон эмоций, ценностей, мыслей, идентичностей и поведения, которые распространяют покупку товаров и услуг, и то, как мы используем их сами и с другими. Эта область социологии активно развивается в Северной Америке, Латинской Америке, Великобритании и на европейском континенте, в Австралии и Израиле, а также в Китае и Индии.

## Потребление как объект изучения социологии
Социология изучает процесс потребления, используя абсолютно отличные от экономических категории. Сам рыночный обмен, компонентом которого является потребление, воспринимается социологией иначе, чем экономикой как наукой. Если последняя понимает его как некое конкретное действие, имеющее материальную основу и осуществляемое в определённый момент времени, подконтрольное законам экономики, то социология рассматривает его как феномен, подвластный общим внеэкономическим воздействиям различных социальных норм.
Само потребление также понимается социологией гораздо шире. Для данной науки это не просто акт поглощения различных благ, но некоторое социальное действие, акт. Человек в рамках концепции социологии потребления на микроуровне потребляет определённые товары, которые наиболее соответствуют его социальной роли и статусу, позволяют ему выразить себя в обществе. Потребление определённых благ также позволяют установить контакт с другими людьми. На основе такого подхода в социологии потребления производится стратификация и исследуется феномен потребительской социализации, а потребление понимается как способ коммуникации между людьми.
На макроуровне потребление рассматривается как системообразующий фактор, напрямую способствующий формированию общества потребления, в котором последнее играет первостепенную роль. Таким образом, различные феномены, связанные с обществом потребления, также интересуют социологию потребления на макроуровне.
Французский социолог П. Бурдье также видит потребление как дань общественным и культурным нормам того социума, в котором пребывает индивид, а наращение капиталов для последующего потребления является также актом увеличения его социальной власти. Так, в концепции Бурдье любой акт потребления имеет национальную обоснованность и формирует определённый стиль жизни индивида и групп индивидов, различающихся в зависимости от их объёмов потребления и объектов их потребления.

## Теоретические влияния
Три «отца-основателя» современной социологии заложили теоретические основы социологии потребления. Карл Маркс представил все еще широко и эффективно используемую концепцию «товарного фетишизма», которая предполагает, что социальные отношения труда затемняются потребительскими товарами, несущими другие виды символической ценности для их пользователей. Это понятие часто используется в исследованиях потребительского сознания и личности.
Труды Эмиля Дюркгейма о символическом, культурном значении материальных объектов в религиозном контексте оказались ценными для социологии потребления, поскольку они дают представление о том, как идентичность связана с потреблением и как потребительские товары играют важную роль в традициях и ритуалах во всем мире.
Макс Вебер указал на центральную роль потребительских товаров, когда писал о растущем значении их для общественной жизни в XIX веке, и представил то, что стало бы полезным сравнением с сегодняшним обществом потребителей, в протестантской этике и духе капитализма. Современник отцов-основателей, американский историк Торстейн Веблен, рассуждая о «заметном потреблении», оказал большое влияние на то, как социологи изучают проявление богатства и статуса.
Европейские критические теоретики, активно действовавшие в середине двадцатого века, также предоставили ценные перспективы социологии потребления. Эссе Макса Хоркхаймера и Теодора Адорно «Индустрия культуры» предложило важную теоретическую линзу для понимания идеологических, политических и экономических последствий массового производства и массового потребления. Герберт Маркузе глубоко погрузился в эту тему в своей книге «Одномерный человек», в которой он описывает западные общества как переполненные потребительскими решениями, которые предназначены для решения своих проблем, и как таковые предоставляют рыночные решения для того, что на самом деле является политическими, культурными и социальными проблемами. Кроме того, историческая книга американского социолога Дэвида Рисмена «Одинокая толпа» заложила основу того, как социологи будут изучать то, как люди ищут одобрения и сообщества через потребление, глядя на со стороны и формируя себя в образе тех, кто непосредственно вокруг них.
Совсем недавно социологи восприняли идеи французского социолога Жана Бодрийяра о символической валюте потребительских товаров и всерьез восприняли его утверждение о том, что восприятие потребления как универсального человеческого состояния заслоняет классовую политику, стоящую за ним. Точно так же исследование и теоретизация Пьером Бурдье различий между потребительскими товарами и того, как они отражают и воспроизводят культурные, классовые и образовательные различия и иерархии, является краеугольным камнем современной социологии потребления.